# Gephyrellula paulistana
Gephyrellula paulistana är en spindelart som beskrevs av Soares 1943. Gephyrellula paulistana ingår i släktet Gephyrellula och familjen snabblöparspindlar. Inga underarter finns listade i Catalogue of Life.